# Palestrina
Palestrina (starodavna Praeneste; starogrško: Πραίνεστος) je starodavno mesto in občina v Laciju, približno 35 km vzhodno od Rima, kjer živi okoli 18.000 prebivalcev.
Je soimenjak skladatelja Giovanni Pierluigi da Palestrina.

## Geografija
Palestrina je umeščena na pobočju Monti Prenestini, območje centralih Apeninov.
Palestrina meji z naslednjimi občinami: Artena, Castel San Pietro Romano, Cave, Gallicano nel Lazio, Labico, Rocca di Cave, Rocca Priora, Rome, San Cesareo, Valmontone, Zagarolo.

## Zgodovina

### Starodavna Praeneste
Zgodnje grobovi kažejo, da je bilo mesto naseljeno že v 8. ali 7. stoletja pred našim štetjem. Antična nekropola je ležala na planoti ob vznožju hriba pod starodavnim mestom. Najstarejše grobove, ki so jih našli datirajo okoli 7. stoletja pred našim štetjem. Predmeti v njih so bile skodelice iz srebra in pozlate in večina zlatega in jantarnega nakita je od Feničanov (morda Kartažanov), bronastih in nekateri slonokoščeni predmeti se zdijo etruščanski. 
Grobovi iz Praeneste, ki so jih našli, so iz približno 240 pr. n. št.; so značilne oblike iz lokalnega kamna, ki vsebuje kamnite krste z bogatimi bronastimi, iz slonovine in zlatimi okraski neposredno ob okostju. Iz njih prihajajo znamenite bronaste škatle (cistae) in ročna ogledala z napisi delno v etruščanščini. Tudi znana bronasta Ficoronijeva cista (Narodni muzej Villa Giulia, Rim), z vtisnjeno sliko prihoda Argonavtov v Bitinijo in zmago Poluksa nad Amikom, najdena leta 1738. Primer arhaične latinščine je napis na njej: »Novios Plautios Romai med fecid / Dindia Macolnia Slikaai dedit« (Novios Plautios me je naredil v Rimu, Dindia Macolnia mi je dala svojo hčer). Skrinjice so edinstvene v Italiji. Veliko število ogledal, v natančno podobnem slogu so odkrili v Etruriji. Zato se domneva, tudi z dokazi, na etruščansko tovarno v ali blizu Praeneste. Drugi predmeti iz grobov kažejo, da je Praenesta trgovala ne le z Etrurijo, ampak tudi z grškim vzhodom.
Poreklo Praeneste pripisujejo starodavnemu Odiseju, ali drugim čudovitim znakom različno imenovanih Caeculus, Telegonus, Erulus ali Praenestus. Ime izhaja verjetno iz besede Praenesteus, ki se nanaša na njeno lokacijo s pogledom. 
Praeneste je bil verjetno pod hegemonijo Alba Longe, saj je bilo to mesto vodja Latinske lige. Iz lige se je umaknila 499 pred našim štetjem (po Liviju) in šla v zavezništvo z Rimom. Potem ko so Rim oslabili Galci pod Brennusom (390 pr. n. št.), so zasedli Praeneste in se borili proti Rimu v dolgotrajnih bojih, ki so se končali v Latinski vojni ((340–338 pr. n. št.). Od 373-370 je bila v nenehnem boju proti Rimu in njenih zaveznikih in je bila poražena od Cincinnatus.
Eventualno na koncu leta 354 in v 338 so Rimljani zmagali in Praeneste bilo kaznovano z izgubo delov svojega ozemlja, ki je postalo del Rima. Kot taka je dobavljala kontingente za rimsko vojsko. Rimski izgnanci so lahko živeli v Praeneste, ki je postalo uspešno mesto. Vrtnice iz Praeneste so bile sinonim za razkošje in lepoto. mesto je bilo ob Via Labicana.
Njeni državljani so sprejeli rimsko državljanstvo v 90-tih pred našim štetjem v Zavezniški vojni, ko so koncesije, ki jih je dal Rim utrdile potrebno zavezništvo. V Sulovi drugi državljanski vojni je bil Gaj Marij mlajši blokiran v mestu (82 pr. n. št.). Ko je bilo mesto okupirano, se je Marij ubil sam, moški prebivalci pa so bili pobiti, vojaška kolonija je bila zravnana z zemljo. Iz napisa je razvidno, da je Sula prenesel temelj nove kolonije na Marcusa Terentiusa Varro Lucullusa, ki je bil konzul 73 pr. n. št.. V naslednjem desetletju so postala zemljišča v koloniji last nekaj velikih posestnikov.
To je bil verjetno po nesreči leta 82 pred našim štetjem, ki je bilo mesto odstranjeno s pobočja na spodnji teren v Madonna dell'Aquila in da je bilo svetišče in tempelj Fortune razširjeno tako, da je vključevalo veliko prostora, ki ga je zasedalo starodavna mesto.
V času rimskega imperija je bilo mesto najljubše letovišče premožnih Rimljanov, katerih vile so bile naokoli, čeprav so zasmehovali jezik in grob način avtohtonih prebivalcev. Pesnik Horacij je uvrstil »hladen Praeneste« s Tiburjem (Tivoli) in Baiae (Baia) med razvite kraje. Tukaj je bil cesar Avgust, Tiberij si je opomogel od nevarne bolezni in ustanovil municipij. Ruševine vile, povezane z Hadrijanom stojijo na ravnici v bližini cerkve Santa Maria della Villa, približno tri četrt milje iz mesta. Tu je bil odkrit Braschi Antinous, sedaj v Vatikanskem muzeju. Mark Avrelij, Plinij mlajši in Simah so tudi imeli tukaj vile. Napisi kažejo, da so imeli prebivalci radi gladiatorske predstave.

### Tempelj Fortuna Primigenia
Praeneste je predvsem znan po svojem templju Fortuna Primigenia, povezanem z orakljem znanim kot sklop Praenestine (sortes praenestinae). Tempelj je bil saniran po letu 82 pred našim štetjem kot spektakularna serija teras, ekseder in portikov v štirih ravneh navzdol po pobočju, vse povezano z monumentalnimi stopnicami in klančinami. Navdih za ta podvig enotnega urbanističnega načrtovanja, ni bil republikanski Rim, ampak v helenistični monarhiji vzhodnega Sredozemlja. Praeneste je ponudil slutnjo grandioznega Imperialnega sloga naslednje generacije. 
Najstarejši del primitivnega templja se je nahajal na terasi tik nad najnižjo, v jami v naravni skali, kjer je bil izvir. Kot arhaični tempelj so ga izdelali v 2. stoletju pred našim štetjem in je imel tlak iz barvnega mozaika, ki je predstavljal prizor: tempelj Pozejdona na obali, z ribami vseh vrst, ki so se kopali v morju. Vzhodno od te jame je velik prostor, ki je zdaj odprt, nekoč verjetno pokrit in tvori dvonadstropna baziliko zgrajeno pred skalo na severni strani in okrašeno s pilastri. Na vzhodu je apsidalna dvorana, pogosto označena s templjem samim, v kateri so našli znameniti mozaik s prizori iz Nila, ponovno postavljen v Palazzo Barberini-Colonna  v Palestrini na najvišji terasi (danes Narodni muzej). V okviru te dvorane je soba, kjer je napis na stenah označen kot zakladnica v 2. stoletju pred našim štetjem. Pred tem templjem je bil obelisk, ki je bil postavljen v času vladavine Klavdija, katerega fragmenti še vedno obstajajo.
Podaljšano pod Sulo, je tempelj Fortune zasedlo niz petih ogromnih teras, ki ležijo na velikanskem zidanem temelju in so povezani med seboj z velikim stopniščem na hribu v obliki piramide, kronane na najvišji terasi z okroglim templjem Fortune. Ta ogromna stavba, verjetno daleč največji tempelj v Italiji, je morala predstavljati najbolj veličastno podobo, vidno iz velikega dela Lacija, iz Rima in celo od morja. Tla ob vznožju najnižje terase so na nadmorski višini 450 m. Tukaj je cisterna, razdeljena na deset velikih komor, v opeki ometani z betonom. 
Boginja Fortuna, tukaj z imenom Primigenia ("Prva prinašalka"), je bila predstavljena še dvema figurama, kot v krščanstvu predstavlja krščansko ljubezen, pravijo, da sta Jupiter in Junona,  ki je bila še posebej čaščena od matron. Orakelj je še deloval do krščanskih časov, do Konstantina Velikega in kasneje Teodozija I., ki je prakso prepovedal in tempelj zaprl. 
Značilnosti templja so vplivale na rimsko obliko vrta na strmo nagnjenih brežinah v antiki in zopet pri vrtovih italijanskih vil v 15. stoletju. Spomenik Victor Emanuel II. v Rimu dolguje veliko templju kompleksa Praeneste.

### Poznejša zgodovina
Sodobno mesto je zgrajeno na ruševinah slavnega templja Fortuna Primigenia. Škof Praeneste se prvič omenja leta 313. 
Leta 1297 se družina Sciarrillo di Colonna, ki je imela v lasti Praeneste (takrat imenovano Palestrina) iz enajstega stoletja kot fevd, uprle papežu. V naslednjem letu so mesto zasedle papeške sile in ga porušile do tal po naročilu papeža Bonifacija VIII. Leta 1437 obnovljeno mesto je zajel papeški general Giovanni Vitelleschi in ga še enkrat povsem uničil na ukaz papeža Evgenija IV. 
Še enkrat je bilo obnovljeno in Stefano Colonna ga je leta 1448 obzidal. Spet je bilo porušeno leta 1527, ko ga je zasedel vojvoda Alba leta 1556.

### Rodbina Barberini
Leta 1630 je občina pripala družini Barberini.  Ta transfer je bil verjetno eden od pogojev za poroko Taddeo Barberinija in Anne Colonna. Zatem je slavna družina, ki jo je vodil Maffeo Barberini (pozneje papež Urban VIII.), obravnavala občino kot kneževino v svojem lastnem imenu.
Patriarhi družine Barberini so podelili različnim družinskim članom naziv princ Palestrine. V času vladavine Urbana VIII. je naslov postal zamenljiv s tistim poveljnik papeške armade saj je družina Barberini imela papeža in kneževino Palestrina. 
Vojna za Castro se je končala (medtem Taddeo Barberini zgubi oba naslova) in člani družine Barberini (vključno Taddeo) pobegnejo v izgnanstvo, ko je novoizvoljeni papež Inocenc X. sprožil preiskavo glede članov družine Barberini. Kasneje se Barberiniji uskladijo s papežem in papež Inocenc X. poviša Taddeovega sina, Carla Barberinija v kardinala in njegovega brata Maffeo Barberinija poroči s papeževo nečakinjo in predela naslov v princ Palestrine. 
Dva člana družine Barberini sta bila imenovana kardinala v škofiji Palestrina: Antonio Barberini in Francesco Barberini (mlajši), sin Maffea Barberinija. 
Palača Barberini je prvotno vključevala Nilski mozaik.

### Moderna zgodovina
Med obrambo rimske republike je bil prizorišče bojev med Garibaldijem in neapeljsko vojsko leta 1849.
Središče mesta je bil uničeno od zavezniških bombnih napadov med drugo svetovno vojno; to pa je prineslo na dan starodavne ostanke svetišča.

## Znamenitosti
Moderno mesto Palestrina leži na terasah, ki ga je zasedal ogromen tempelj Fortune. Mesto je v veliki meri zakrilo tempelj, čigar monumentalni ostanki so se pokazali kot posledica ameriškega bombardiranja nemških položajev v drugi svetovni vojni. Mesto ima tudi ostanke starodavnega obzidja. 
Na vrhu hriba na višini 753 metrov, skoraj 1,6 km iz mesta, je stala starodavna trdnjava, katere mesto so sedaj zasedle slabe hiše (Castel San Pietro) in uničile srednjeveški grad družine Colonna. Pogled objame Monte Soratte, Rim, hribovje Alban in Pontinianovo ravnico do morja. Znatni deli južnega zidu starodavne trdnjave, zgrajenih iz masivnih zidarskih blokov iz apnenca, so še vidni; dve steni, ki sta prej združevali trdnjavo z mestom, je še vedno mogoče izslediti.
Koledar, tako zgodovinar Svetonij, ki ga je izdelal slovničar Marcus Verrius Flaccus v cesarskem forumu Praeneste (v Madonni dell'Aquila), je bil odkrit leta 1771 v ruševinah cerkve sv. Agapita, kjer je bil uporabljen kot gradbeni material.
Stolnica svetega Agapita, mučenca, tik pod ravnjo templja, zaseda nekdanjo civilno mestno baziliko in ima na pročelju sončno uro opisano od Varroja, katere sledovi se še vedno vidijo. Na modernem trgu so stopnice, ki vodijo do te bazilike in osnove velikega spomenika iz leta 1907; očitno le del trga predstavlja starodavni forum. Katedrala ima lepe slike in freske. 
V cerkvi Santa Rosalia (1677) je treba omeniti Pietà, vklesano v živo skalo. 
Narodni arheološki muzej Palestrina se nahaja znotraj renesančne palače Barberini, nekdanje veličastne palače, zgrajene nad antičnima templjem Fortune. Kaže najpomembnejša dela antičnega mesta Praeneste. Znameniti kip kapitolskih triad je razstavljen v prvem nadstropju. Drugo nadstropje je posvečeno nekropoli in svetišču, tretje nadstropje vsebuje velik večbarvni mozaik, ki prikazuje deželo ob Nilu.

## Kultura
Praeneste je rojstno mesto rimskega pisatelja Aeliana iz 3. stoletja in velikega skladatelja 16. stoletja Giovanni Pierluigi da Palestrina. 
Thomas Mann je nekaj časa preživel v mestu leta 1895, dve leti kasneje, v času dolgega vročega poletja leta 1897, je spet ostal z bratom Heinrichom Mannom. To določa ozadje, skoraj pol stoletja pozneje, za Adrianov Leverkühnov pakt s hudičem v romanu Doktor Faust.

## V popularni kulturi
Dante se v Peklu sklicuje na nasvete, ki jih mora predložiti Guido da Montefeltra  papežu Bonifaciju VIII., da je z goljufijo predal leta 1298 Palestrino družini Colonna za amnestijo nikoli namenjene časti, namesto da bi jo pozneje porušil. 
V Voltairovem romanu Candide ženska trdi, da je hči papeža Urbana X. in princesa Palestrina. 
Fiktivni račun tožbe proti Palestrini leta 1849 se pojavi v romanu Follow My Black Plume Geoffreya Treaseja.

## Pobratena mesta
- Füssen, Nemčija
- Bièvres, Essonne, Francija, od 2007